# En gang drog vi ud for at slå tiden ihjel
En gang drog vi ud for at slå tiden ihjel er titlen på Lars Lilholt Bands 4. album fra 1989.

## Spor
- Indgang
- Gi' det blå tilbage
- Tines sang
- Høstfesten
- Den blå fugls æg
- Alt hvad jeg er
- Hilton Hotel
- For tænde lys
- Mirakler og magi
- Sælkvinden
- For længe længe siden
- Opel Kaptajn
- Er der mon dale

## Musikere
- Lars Lilholt (Vokal, violin, dulcimer, drejelire og krumhorn og mere)
- Klaus Thrane (Trommer og percussion)
- Kristian Lilholt ( keyboards, guitar og bas)
- Tine Lilholt (Fløjte, keyboards og vokal)
- Tommy Kejser (Bas)
- Gert Vincent (Guitar)